# Stanisława Agnieszka Falkus
Agnieszka Falkus (imię zakonne Stanisława Falkus), (ur. 21 stycznia 1901 w Starej Kuźni k. Halemby, zm. 27 stycznia 1945 w Mikołowie) – polska zakonnica ze Zgromadzenia Sióstr Boskiego Zbawiciela (salwatorianek), męczennica okresu II wojny światowej.

## Życiorys
Agnieszka Falkus urodziła się w 1901 w robotniczej rodzinie wielodzietnej jako szósta z szesnaściorga rodzeństwa pracownika huty cynku Huta Hugona, Franciszka i Marii z domu Kołodziej. Po pięciu dniach od urodzin, 26 stycznia 1901 została ochrzczona w parafialnym kościele Matki Bożej Różańcowej w Halembie. W swojej rodzinnej miejscowości Starej Kuźni uczęszczała do szkoły. 
Mając 17 lat podjęła pracę domową u państwa Skutell w Lipinach, a następnie w szpitalu w Piaśnikach, w fabryce w Wirku, by w końcu pracować w kuchni zakonnej Salwatorianów w Krakowie. Dzięki ich znajomości trafiła 28 sierpnia 1928 do ich pokrewnego żeńskiego zgromadzenia Salwatorianek w Berlinie, gdzie w październiku 1930 złożyła pierwszą profesję zakonną przyjmując imię zakonne Stanisława. Po powrocie do Polski pracowała w Trzebini, Goczałkowicach-Zdroju, gdzie w 1936 złożyła śluby wieczyste a następnie w Krakowie. W 1939 trafiła do Mikołowa. Dzięki swoim zdolnościom, pracowitości i zmysłowi organizacyjnemu została wybrana zastępczynią przełożonej prowincjalnej. Ponadto miała zdolności pedagogiczne, wykorzystane w pracy z młodzieżą. W Mikołowie zastał ją 1 września 1939 wybuch II wojny światowej.

## Męczeństwo
Pod koniec stycznia 1945 nacierające od wschodu radzieckie wojska Armii Czerwonej zbliżyły się do Mikołowa. W dniu 27 stycznia żołnierze wtargnęli do domu zakonnego przy ulicy Rybnickiej 4, dokonując rabunku mienia, zegarków oraz żądając alkoholu. W mikołowskim domu przebywali: ks. Celestyn Rogowski – prowincjał i przełożony domu, ks. Tomasz Klimas, br. Kostka Kremiec i br. Władysław Marszałek, a także trzy siostry Salwatorianki zajmujące się pracami domowymi. Księża, bracia zakonni i dwie z trzech sióstr Salwatorianek schronili się w piwnicy (trzecia siostra Ryszardyna Głogowska SDS przebywała wtedy poza domem), skąd zostali wyprowadzeni do kaplicy w domu zakonnym. Tam sprowadzono do piwnicy księży i braci zakonnych, zamykając ich pod strażą na klucz. W kaplicy zostały same siostry. 
O dalszych ich losach można było się dowiedzieć później po odejściu żołnierzy. Siostry zostały znieważone, a następnie w okrutny sposób zamordowane. Żołnierze kłuli je bagnetami, bili a następnie strzelali powodując ich śmierć. Siostrę Stanisławę znaleziono w kałuży krwi przed ołtarzem, a siostrę Leopoldę Gertrudę Ludwig SDS między ławkami kaplicy. Z zeznań paru świadków, którzy byli w pobliżu wydarzeń w kaplicy w feralnym dniu 27 stycznia 1945 można było się dowiedzieć, co się stało. Uczeń gimnazjum mikołowskiego, Jerzy Kajzer 12 listopada 1954 stwierdził: 

 Dnia 27 stycznia 1945 roku, w czasie działań wojennych w Mikołowie, wszedłszy do kaplicy Księży Salwatorianów […] ujrzałem śp. siostrę Stanisławę Falkus, salwatoriankę, leżącą przed ołtarzem skrwawioną i zabitą. Na piersiach, to znaczy na kornecie zakonnym, widoczne były ślady po wkłuciach sztyletem oraz wloty kul rewolwerowych. Obok głowy leżały wybite zęby. Pod ławkami, z twarzą zwróconą w stronę ołtarza leżała siostra Leopolda Ludwig, również salwatorianka, pokrwawiona i zabita.

Po wyjściu z miasta żołnierzy radzieckich, w dniu 6 lutego, zwłoki sióstr Stanisławy i Leopoldy, zostały pochowane w ogrodzie zakonnym naprzeciw wejścia do kościoła, tam gdzie dziś stoi grota Matki Bożej z Lourdes. Gdy w 1952 władze świeckie zajęły dom zakonny, a groby sióstr znalazły się w jego obrębie, ciała zamordowanych sióstr w 1954 ekshumowano, przenosząc je na cmentarz parafialny w Goczałkowicach-Zdroju. W mikołowskim kościele pw. NMP Matki Zbawiciela wmurowano tablicę pamiątkową przypominającą obie ofiary mordu.

## Proces beatyfikacyjny
Obecnie czynione są starania o beatyfikację obydwu zamęczonych mikołowskich sióstr.